# ГШ-30-2
ГШ-30-2 (Грязева — Шипунова 30 мм, два ствола, индекс ГРАУ — 9-А-623) — авиационная пушка, предназначенная для оснащения штурмовиков (Су-25,Су-39) и вертолётов Ми-24П (модификация «пушечный»).
Пушка разработана в ОАО «Конструкторское бюро приборостроения» (г. Тула) под руководством В. П. Грязева и А. Г. Шипунова и поступила на вооружение в начале 1980-х годов. Производством пушки ГШ-2-30 занимается ОАО «Завод им. В.А. Дегтярева» (г. Ковров). Конструктивно выполнена по схеме двухствольного пулемёта Гаста.
Пушка ГШ-2-30 предназначена для уничтожения открыто расположенной живой силы противника, для борьбы с легко и среднебронированными наземными целями и для уничтожения медленно летящих воздушных целей (в том числе и бронированных) на близких и средних дистанциях.

## Описание
К началу 1980-х годов по настоянию Управления вооружений Министерства обороны СССР с целью унификации принят единый для ВВС, ВМФ и армии калибр артиллерийских систем 30 мм. К этому времени на основе отработанной конструкции ГШ-23 в Конструкторском бюро приборостроения (КБП) создана двухствольная авиационная пушка ГШ-2-30 (ГШ-30, ГШ-302), сохранившая основные конструктивные решения и принцип работы автоматики предыдущей системы. Работа над её прототипом АО-10 начата в НИИ-61 В. Д. Кузнецовым ещё в 1956 году. В дальнейшем орудие переработали в зенитный автомат АО-17 с жидкостным охлаждением стволов, и лишь описав «полный круг», двустволка вновь прошла отработку в авиационном варианте. Этим направлением в КБП занималась конструкторская группа В. П. Карасёва.
Конструктивно ГШ-2-30 выполнена по схеме двухствольной пушки Гаста. Как и ГШ-23, пушка ГШ-2-30 использует газоотводный привод автоматики, имеет два затвора и два ползуна, работающие при стрельбе в противофазе, когда накат одного с подачей и запиранием патрона порождается откатом другого, отпиранием ствола и извлечением стреляной гильзы. Для перезарядки при осечках и отказах на пушках ранних выпусков использовался механизм с дополнительным запалом (по одному на каждый ствол). При отказе стрельбы запал стальным бойком пробивал гильзу и факелом пламени поджигал пороховой заряд осечного патрона. Однако такая система не гарантировала надёжного срабатывания во всех возможных случаях, к тому же устройство было достаточно сложным. На пушках выпуска после 1985 года вернулись к проверенной системе перезарядки с помощью пиропатрона ППЛ, выступающего резервным источником энергии. Пиропатрон (один на оба ствола) при срабатывании своего порохового заряда подаёт газы с давлением порядка нескольких десятков атмосфер в механизм перезарядки, выбрасывая осечный патрон из пушки.
В 1978 году пушка ГШ-2-30 принята на вооружение штурмовика Су-25 во встроенной пушечной установке ВПУ-17А. С появлением ГШ-2-30 достигнуто значительное усиление огневой мощи: небольшое снижение скорострельности (3000 против 3200 выстр./мин у ГШ-23) с лихвой окупается увеличением начальной скорости и массы снаряда, позволившим в 2,2 раза поднять массу секундного залпа.
В варианте ГШ-2-30К пушка с 1981 года устанавливается в неподвижной установке на вертолёте Ми-24П. Смонтированная на боку фюзеляжа пушка отличается удлиненными на 900 мм стволами (с 1500 до 2400 мм), как с целью улучшения баллистики, так и по компоновочным соображениям — для отвода ударной дульной волны вперёд, подальше от борта вертолёта. Повышенная баллистика ГШ-2-З0К диктуется существенно меньшими полётными скоростями вертолётов, из-за чего суммарная скорость снарядов при стрельбе (а, соответственно, точность и бронепробиваемость) на 20—25 % ниже, чем у пушек самолётов-штурмовиков. Удлинение стволов позволило улучшить точностные характеристики, кучность огня и пробивное действие снарядов: их начальная скорость возросла почти на 10 % (940 м/с против 870 м/с у прототипа). Поскольку возросла и отдача, в управление огнём ввели два режима стрельбы: с высоким темпом — 2000–2600 выстр./мин и малым темпом — 300–400 выстр./мин, предпочтительным по точности (вертолёт при этом меньше уводит по курсу и тангажу из-за воздействия отдачи). В случае израсходования боеприпасов Ми-24П может совершить посадку и перезарядить пушку новым боекомплектом, находящимся в десантной кабине.
Стволы ГШ-2-З0К оснастили пламегасителями, уменьшающими воздействие температуры дульных газов на борт машины. Пушка получила также систему жидкостного охлаждения, куда заливается обычная вода, а зимой — спиртовой раствор 40°-й концентрации с добавлением глицерина. Благодаря охладительной системе повысилась живучесть стволов, и орудие получило возможность ведения огня продолжительными очередями с отстрелом всего боекомплекта. В варианте 9А623К2 системой охлаждения оснащена и пушка Су-25.
ГШ-2-30 оказалась вполне надёжной артиллерийской системой, хотя к её недостаткам относили недостаточную весовую сбалансированность, требовавшую дополнительного повышения жёсткости блока стволов. Кроме того, размещение пушки на штурмовике СУ-25 оказалось не самым удачным: в отличие от большинства машин, где оружие находится вблизи центра тяжести, пушечная установка Су-25 вместе с боекомплектом установлена в носовой части фюзеляжа, и по мере расходования боекомплекта весом почти в четверть тонны при стрельбе центровка изрядно сдвигается назад (для Су-25 с его прямым крылом достаточно большого удлинения и сравнительно небольшим диапазоном эксплуатационных центровок это смещение столь ощутимо, что требует вмешательства лётчика для перебалансировки). В модификации штурмовика Су-25Т пушку вынесли под фюзеляж, поближе к средней части, в неподвижную установку НГТУ-17, чтобы сделать удобнее доступ при обслуживании и снизить влияние сотрясений при стрельбе на работу бортового оптико-электронного комплекса.
Боевое применение в Афганистане штурмовиков Су-25 и вертолётов огневой поддержки Ми-24П, вооружённых пушкой ГШ-2-30, подтвердило высокую эффективность этой артиллерийской системы.

## Боеприпасы

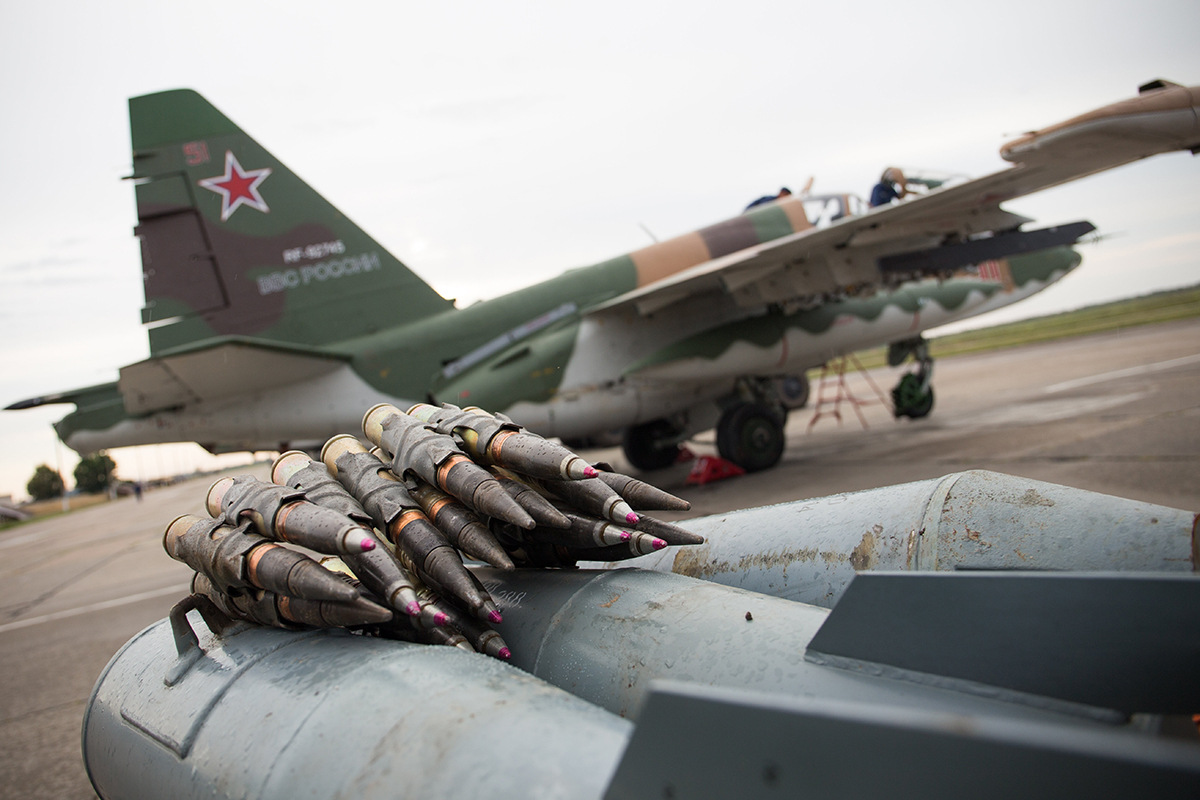
Боеприпасы 30×165 мм к Су-25СМ 960-го штурмового авиаполка.

Пушка может вести огонь следующими типами боеприпасов:
- ОФЗ-30 — Осколочно-фугасный зажигательный снаряд.
- ОФЗТ-30 — Осколочно-фугасный зажигательный трассирующий снаряд.
- БР-30 — Бронебойно-разрывной снаряд.
- МЭ-30 — Многоэлементный снаряд.

## Эксплуатанты
Российская Федерация:
Су-39
Су-25 (различных модификаций)
Ми-24П (ГШ-2-30К)

## Модификации
- ГШ-2-30 (9-А-623)
- ГШ-2-30К (9-А-623К)
- ГШ-2-30К2 (9-А-623К2)
- ГШ-2-30В